# Hedgpethia californica
Hedgpethia californica är en havsspindelart som först beskrevs av Hedgpeth, J.W. 1939.  Hedgpethia californica ingår i släktet Hedgpethia och familjen Colossendeidae. Inga underarter finns listade i Catalogue of Life.